# داني مايو
داني مايو (بالإنجليزية: Danny Mayo)‏ هو كاتب أغاني أمريكي، ولد في 2 أكتوبر 1950 في غادسدن في الولايات المتحدة، وتوفي في 2 أكتوبر 1999 في ناشفيل في الولايات المتحدة.